# Liste von Zertifikaten und Qualitätssiegeln im Krankenhaus
Liste der Zertifikate und Qualitätssiegel im Krankenhaus (Auswahl):
| Vergabestelle | Norm/Zertifikat                                                                                   | Beschreibung |
| --- | ------------------------------------------------------------------------------------------------- | --- |
| Deutsche Gesellschaft für Angiologie (DGA), Deutsche Gesellschaft für Gefäßchirurgie und Gefäßmedizin (DGG) und Deutsche Röntgengesellschaft (DRG)                                       | Zertifiziertes Gefäßzentrum                                                                       | Stärkung der Interdisziplinarität mit sachgerechte, serviceorientierte Arbeitsteilung in den Fachdisziplinen Radiologie, Gefäßchirurgie und Angiologie, Qualitätsverbesserung und -sicherung    |
| Deutsche Gesellschaft für Unfallchirurgie (DGU) | Zertifizierung als Lokales Traumazentrum oder Regionales Traumazentrum im TraumaNetzwerk DGU      | Einrichtungen zur interdisziplinären Versorgung von Schwerverletzten |
| Deutsche Gesellschaft für Kardiologie – Herz- und Kreislaufforschung (DGK) | Zertifizierte Chest Pain Unit (CPU)                                                               | Qualitätsstandard der Chest Pain Unit zur Versorgung von Patienten mit unklarem Brustschmerz. 24-Stunden-Bereitstellung des Herzkatheterlabors.                                                 |
| Deutsche Krebsgesellschaft (DKG) | Zertifiziertes Darmkrebszentrum                                                                   | Fachlichen Anforderungen für onkologische Patienten zur Behandlung einer Tumorerkrankung und zur Prüfung eines etablierten Qualitätsmanagementsystems.                                          |
| Deutsche Krebsgesellschaft (DKG) und Deutsche Gesellschaft für Senologie (DGS) | Zertifiziertes Brustzentrum                                                                       | Fachliche Anforderungen zur Einführung eines extern anerkannten Qualitätsmanagementsystems |
| Deutsche Krebsgesellschaft (DKG) | Zertifiziertes Lungenkrebszentrum                                                                 | Fachliche Anforderungen zur Einführung eines extern anerkannten Qualitätsmanagementsystems |
| Deutsche Gesellschaft für Orthopädie und Orthopädische Chirurgie (DGOOC) | EndoCert bzw. EndoProthetikZentrum (EPZ) oder EndoProthetikZentrum der Maximalversorgung (EPZmax) | Qualität der endoprothetischen Versorgung, Anwendung von qualitätsfördernden Behandlungselementen                                                                                               |
| Deutsche Gesellschaft für Schlafforschung und Schlafmedizin (DGSM) | Akkreditiertes Schlafmedizinisches Zentrum                                                        | |
| Deutsche Schlaganfall-Gesellschaft (DSG) | Zertifizierte Stroke Unit (Schlaganfalleinheit)                                                   | Qualitätsstandard der Stroke Unit zur raschen Versorgung von Schlaganfallpatienten. |
| Gesellschaft für Risiko-Beratung (GRB) | GRB-Urkunde                                                                                       | Installation eines umfassenden klinischen Risikomanagement-Systems |
| Nationales Referenzzentrum für Surveillance nosokomialer Infektionen (NRZ), Aktionsbündnis Patientensicherheit (APS) und Gesellschaft für Qualitätsmanagement im Gesundheitswesen (GQMG) | Zertifikat Aktion Saubere Hände (ASH)                                                             | Förderung der Händehygiene im Krankenhaus zur Senkung der Anzahl von Infektionen |
| Kooperation für Transparenz und Qualität im Gesundheitswesen (KTQ) | KTQ-Zertifikat                                                                                    | Bewertungsverfahren zu den (einrichtungsinternen) Kategorien Patientenorientierung, Mitarbeiterorientierung, Sicherheit, Kommunikations- und Informationswesen, Führung und Qualitätsmanagement |
| Qualitätsmanagementnorm | Zertifikat nach EN ISO 9001                                                                       | Anforderungen an ein Qualitätsmanagementsystem (QM-System) |
| TÜV Rheinland in Kooperation mit dem Institut für Forschung in der Operativen Medizin (IFOM)                                                                                             | Zertifikat "Schmerzfreie Klinik" bzw. Zertifizierung Akutschmerztherapie                          | Konzept zur Behandlung akuter perioperativer und posttraumatischer Schmerzen |
| Verein zur Unterstützung der WHO/UNICEF-Initiative „Babyfreundliches Krankenhaus“ (BFHI)                                                                                                 | Qualitätssiegel/Auszeichnung als Babyfreundliches Krankenhaus                                     | Qualitätskriterien u. a. Bonding, Stillförderung, Kolostrum-Beratung etc. |